# 天鵝島造船廠

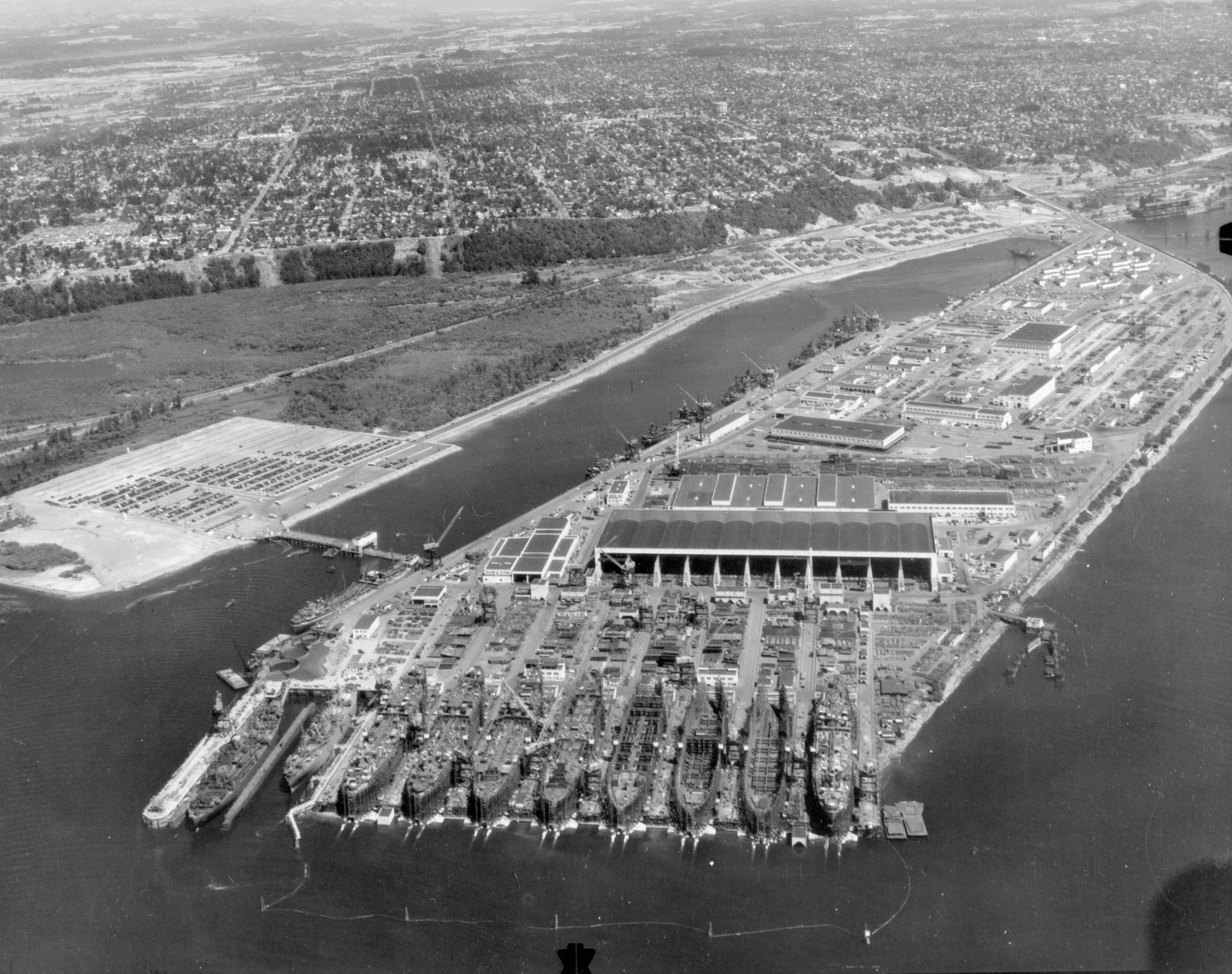
攝於1945年

天鵝島造船廠（英語：Swan Island Shipyard）是美國俄勒岡州波特蘭天鵝島上的一家造船廠。它由實業家亨利·約翰·凱薩於1942年建造，作為第二次世界大戰期間美國海事委員會緊急造船計劃的一部分。天鵝島造船廠是波特蘭地區三個凱薩造船廠之一，另外兩個造船廠是俄勒岡造船公司和溫哥華造船廠。
竣工的天鵝島造船廠於1942年7月開始生產，天鵝島造船廠是美國專門生產T2油輪的四家造船廠之一。:94–95

## 伸延閱讀
- Simmons, Diane. . Oregon Historical Quarterly. Spring 2018, 119 (1): 96–119. doi:10.5403/oregonhistq.119.1.0096.
- Hymes Jr., James L. . The Journal of Education. 1995, 177 (3): 23–38. JSTOR 42742369.

## 外部連結
- 维基共享资源上的相關多媒體資源：天鵝島造船廠

45°33′58″N 122°43′19″W / 45.566°N 122.722°W